# Liochthonius asper
Liochthonius asper är en kvalsterart som beskrevs av Chinone 1978. Liochthonius asper ingår i släktet Liochthonius och familjen Brachychthoniidae. Inga underarter finns listade i Catalogue of Life.